# Dušan Pantelić
Dušan Pantelić (Душан Пантелић; sinh 15 tháng 4 năm 1993) là một tiền vệ bóng đá Serbia hiện tại thi đấu cho FK Radnik Surdulica.